# اماریتا
اماریتا (به اسپانیایی: Amárita) یک منطقهٔ مسکونی در اسپانیا است که در سرزمین باسک (منطقه خودمختار) واقع شده‌است.